# Diaperia prolifera
Diaperia prolifera là một loài thực vật có hoa trong họ Cúc. Loài này được (Nutt. ex DC.) Nutt. mô tả khoa học đầu tiên năm 1840.